# Шим Джэюн
Шим Джейк (кор. 심제이크, англ. Shim Jake; род. 15 ноября 2002 года), также известен как Шим Джеюн (кор. 심재윤, англ. Shim Jae-Yun) — южнокорейско-австралийский певец, рэпер компании Belift Lab. Является участником южнокорейского бой-бэнда Enhypen.

## Личная жизнь
Джейк родился в Сеуле, 15 ноября 2002 года. Проживал в Кэрнсе, штат Квинсленд, Австралия, затем переехал в Брисбен. Получил образование в St Peters Lutheran College. В школьные годы 4 года играл на Скрипке и состоял в школьном оркестре. Семья состоит из родителей и старшего брата.
В детстве он много времени уделял занятиям спортом и в особенности футболу.В школе он состоял в футбольной команде 10-А(высшая команда). Позже родители отдали его учиться в музыкальную школу играть на скрипке. Мальчик оказался очень талантлив и в течение четырех лет состоял в школьном оркестре. Несмотря на успехи в музыке, у Джейка не было стремления стать айдолом. Все изменилось в 2017 году, когда пятнадцатилетний юноша посмотрел церемонию вручения наград American Music Awards, где выступала группа BTS с песней «DNA». Профессионализм и невероятная энергия этих артистов так поразила Джейка, что он решил стать звездой и блистать на сцене, как и они.
Шанс проявить себя выпал в 2019 году. В мае компания Big Hit Entertainment, которой принадлежит BTS, объявила, что проведет по всему миру глобальное прослушивание, чтобы отобрать участников для новой мужской группы. Среди заявленных стран была и Австралия. Узнав об этом, парень незамедлительно подал заявку на участие.
Прослушивание проходило в июле. Джейк попал на глобальные прослушивания в Сиднее, Австралия, что довольно далеко от его дома, Квинсленда. Затем Джейку позвонили из Big Entertainment после прослушивания. Выступление Джейка было настолько впечатляющим, что привлекло внимание основателя компании Big Hit Entertainment Бан Ши Хека. Он лично выбрал юношу из 500 других претендентов и предложил ему стать стажером в агентстве. Для этого Джейку необходимо было подписать контракт и переехать в Южную Корею в Сеул.
В конце 2019 года Джейк переехал в Сеул и стал стажером в Big Hit Entertainment. У большинства трейни уходят годы, чтобы они смогли как следует развить свои навыки в разных направлениях (вокале, музыке, танцах), чтобы затем предстать перед публикой и дебютировать в группе. Но Джеку шанс предоставили гораздо быстрее. Спустя девять месяцев, после того, как он присоединился к лейблу, юноша стал участником музыкального шоу I-LAND, по итогам которого должна была быть сформирована новая группа из участников, которые проявят талант и смогут пройти все этапы испытания.
Поскольку Джейк приехал из Австралии, он продолжил свое образование в международной школе. Джейк становится учеником одной из дорогих средних школ Южной Кореи под названием Dwight School Seoul.

## Карьера
1 июня 2020 года Джейк был представлен одним из участников шоу на выживание от CJ ENM и BigHit Music I-LAND.Из-за того, что у Джейка практически не было опыта, многие зрители шоу не верили, что ему удастся добиться успеха. Однако парень продемонстрировал мастерство в исполнении рэп-партий в песнях, профессионализм в танцах и артистизм. Это был тяжелый труд и многочасовые тренировки, но в итоге его усердие оправдало себя. В конце сентября 2020 года, когда пришло время объявлять победителей, Джейк вошел в тройку лидеров, став участником группы ENHYPEN! 18 сентября 2020 в финале шоу он занял 3-е место в зрительском голосовании, попав в состав группы победителей ENHYPEN, и дебютировал с песней Given-Taken.
В альбоме Manifesto:Day 1 принял участие в написании текста к песне Shout Out.

## Фильмография

### Телевизионные шоу
| Год  | Название | Телеканал | Роль     |
| ---- | -------- | --------- | -------- |
| 2020 | I-Land   | Mnet      | Участник |